# Corridos tumbados
Genres associés
Narcocorrido
Les corridos tumbados sont un genre de musique régionale mexicaine, plus précisément du corrido, avec des éléments de musique urbaine et de narcocorrido,. Ils voient le jour à la fin des années 2010 et au début des années 2020, et deviennent rapidement populaires au début des années 2000, en particulier au sein de la communauté mexicaine et mexicano-américaine,,. Au début de 2023, les corridos tumbados réussissent à obtenir une reconnaissance internationale grâce au positionnement d'artistes tels que Natanael Cano, Peso Pluma, Junior H et Luis R.
Au début de l'année 2023, les corridos tumbados réussissent à obtenir une reconnaissance internationale grâce au positionnement d'artistes tels que Natanael Cano, Peso Pluma, Junior H, Luis R. Conriquez, Tito Double P, Óscar Maydon, Gabito Ballesteros et des groupes comme Eslabón Armado[ et Fuerza Regida dans le Billboard Hot 100 et dans les listes de lecture de Spotify pour des chansons comme Ella baila sola, AMG, El Azul, Chanel de Becky G et 300 noches de Belinda avec Natanael Cano,.